# Flachskopf

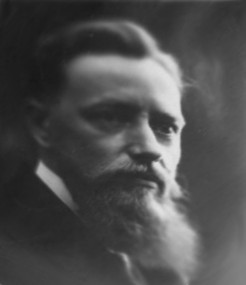
Ernest Claes (1931)

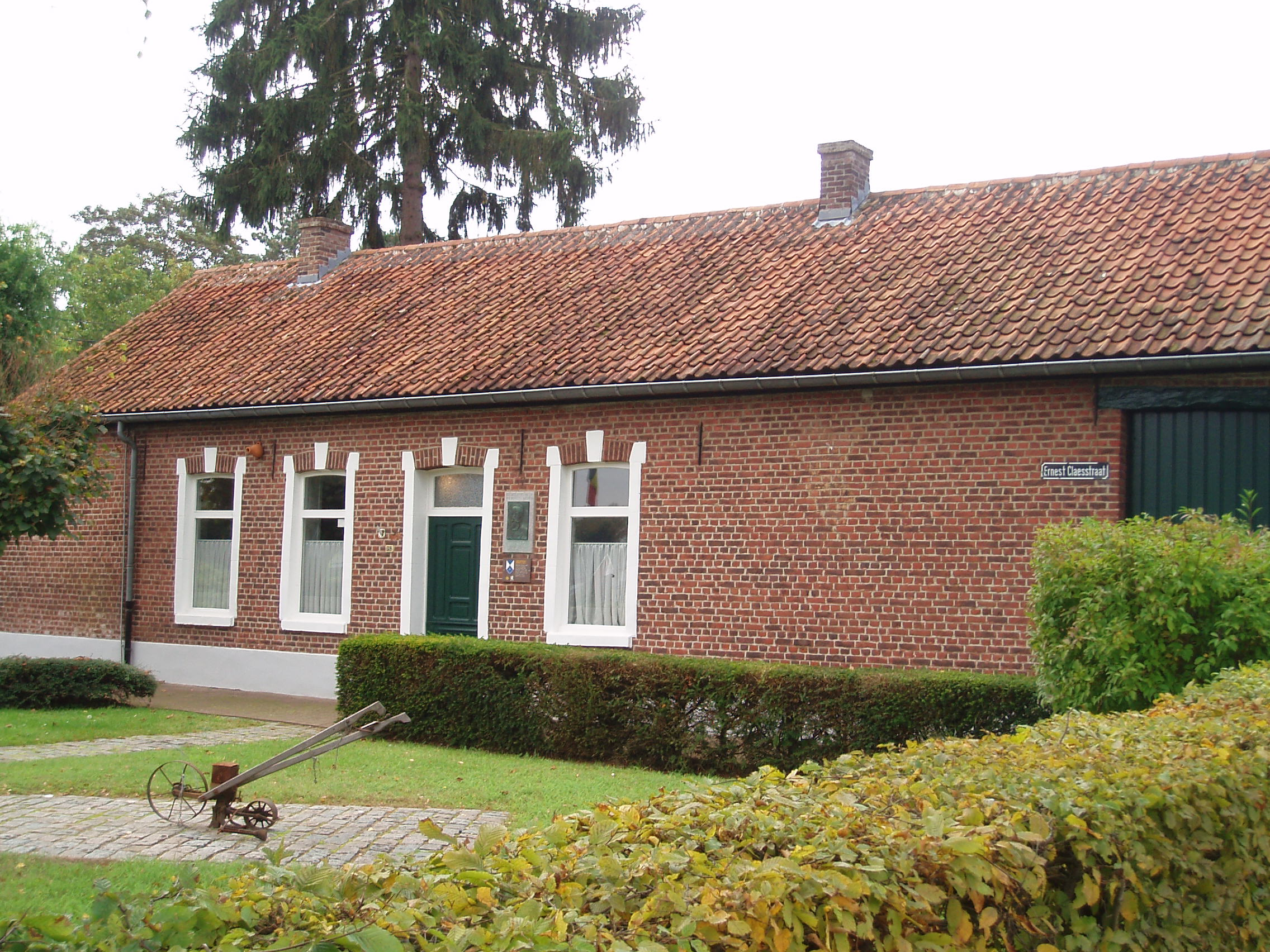
Geburtshaus von Claes

Flachskopf (Originaltitel De Witte) ist ein Schelmenroman von Ernest Claes (1885–1968) um Kindheit und Streiche eines Bauernsohns aus Zichem in Flandern. Es ist Claes’ bekanntestes Werk und wurde 1920 veröffentlicht. Der Titel bezieht sich auf die hellblonden Haare der Hauptfigur. Die Geschichte ist in vielen Punkten autobiografisch.
Der Roman wurde zweimal verfilmt, 1934 von Jan Vanderheyden (De Witte) und 1980 von Robbe De Hert unter dem Titel De Witte van Sichem.

## Handlung
Die Geschichte spielt um 1900 in Zichem, im Geburtsort des Autors Claes.
Ludovicus ‚Lewie‘ Verheyden ist ein neunjähriger Junge. Seine Mutter beklagt sich ständig über ihn. Seinen Vater sieht er meist nur in der Mittagspause. Er verprügelt Lewie regelmäßig für seine Streiche. Heinke und Nis ärgern Lewie ständig.
Lewie geht, wie die meisten Kinder seiner Klasse, nicht gerne zur Schule. Das liegt an ihrem strengen Lehrer, der gerne Strafen für die kleinsten Dinge ausspricht. Lewie treibt auch viel Unfug: Er stiehlt Geld von seinen Brüdern, ärgert den Hund des Lehrers, stiehlt Zigaretten und zerstört Vogelnester. Allerdings wird er fast immer erwischt, was eine Strafe nach sich zieht. Seine schlimmste Strafe ist, als er nackt nach Hause laufen muss, weil er gegen das Verbot seiner Mutter im Fluss Demer schwimmt und seine Mutter seine Kleidung mitnimmt.
Eines Tages liest er das Buch Der Löwe von Flandern und vertieft sich so sehr in die Geschichte, dass er sich der neue Löwe von Flandern nennt und die Sporenschlacht nachspielt.
Als Lewie dreizehn Jahre alt ist, beschließen seine Eltern, dass er in der Landwirtschaft mitarbeiten soll. Doch das will er nicht; also sucht er sich selbst eine Arbeit und fängt in der Druckerei der Abtei Averbode an.

## Entstehung
Die ersten Kapitel schrieb Claes 1908 für einen kleinen Freundeskreis von Literaturliebhabern, den Claes mit Kommilitonen an der Katholischen Universität von Löwen gegründet hatte. Versuche, die Geschichte in De Nieuwe Gids zu veröffentlichen, scheiterten. Claes veröffentlichte einige Kapitel in der Leuvener Studentenzeitschrift Ons Leven. Ab 1911 erschienen einige Kapitel in verschiedenen Zeitschriften.
Im Dezember 1920 wurde das Buch mit 12 Federzeichnungen von Jos Leonard veröffentlicht.